# 7599 Munari
7599 Munari è un asteroide della fascia principale. Scoperto nel 1994, presenta un'orbita caratterizzata da un semiasse maggiore pari a 3,0700112 UA e da un'eccentricità di 0,1786377, inclinata di 7,26923° rispetto all'eclittica.
L'asteroide è dedicato all'astronomo italiano Ulisse Munari.